# Nagy-Eged hegy
A Nagy-Eged hegy a Bükk-vidék központi részétől nyugatra fekszik. Tengerszint feletti magassága 537 méter. Eger városától északkeletre emelkedik. A hegy könnyű megközelíthetősége, fekvése és kedvező éghajlata miatt ismert a sárkányrepülő közösség körében. Élővilága rendkívül változatos, épp ezért gyakori célpontja a túrázóknak. A hegy élővilágának egyedisége miatt 1978-ban természetvédelmi területté nyilvánították. A hegyen fut keresztül a piros jelzésű (P) túraútvonal. Végigjárva az ösvényt megfigyelhetjük a Nagy-Eged élővilágát.
A Nagy-Eged hegy az Egri Borvidék emblematikus termőhelye, Magyarország tengerszint felett legmagasabban fekvő szőlőterülete. Egyedi fekvése, talajösszetétele, klímája alapján a borvidék legértékesebb, „grand cru” dűlője, amely besorolása szerint Grand Superior borok készítését is lehetővé teszi.

## Fekvés, kialakulása, éghajlat, talaj
Az Egri borvidék kiemelt termőhelye, a Nagy-Eged hegy a Bükk-hegység egyik déli nyúlványán fekszik, legmagasabb pontja 536 méter. Különleges abban a tekintetben is, hogy a borvidék jelentős részével ellentétben talaja nem riolittufa, hanem szürke, triász kori mészkő.
Az Eged-hegy gerince délnyugat–északkeleti irányú. A Nagy-Egeden két fő dűlőt különböztetünk meg, az alacsonyabb részeket Nagy-Eged dűlőnek, a felső részt Nagy-Eged hegynek nevezzük. Az előbbi mintegy 250 méteres szintmagasságig nyúlik fel, és szinte a hegy teljes délnyugati oldalát elfoglalja. A legjelentősebb Nagy-Eged hegy dűlő 500 méteres magasság fölé nyúlik, központi, legmeredekebb részén teraszokat is kialakítottak.

### Kialakulása
A Nagy-Eged hegy alapkőzete a triászkori mészkő, mely a csúcs közelében gyakran a felszínre bukkan. A hegy talajtani sajátosságai jól megfigyelhetőek, mivel sok helyen a felszínen van az alapkőzet. Területe a triász-, és az eocénkorban tengerrel borított, sík vidék volt. A tengerből mészmárga üledék települt a triászkori mészkőre. Az üledékes kőzetben tömegesen fellelhető nummulitesz maradványok után, nummulitesz-mésznek nevezik a hegy legjellemzőbb kőzetét. A Nummulitesek, az eocénkorban virágukat élő likacsos héjúak családjába tartozó, egysejtű, korong alakú mészvázas élőlényeket nevezik, mára kihaltak. Ha megvizsgáljuk a hegylábánál lévő és a szomszédos Kis-Eged üledékes kőzeteit könnyedén felrajzolhatjuk az eocén végén és oligocén elején élt élővilágot. A Pannon tenger foglalta el hazánk mai területét. Az Eged környékén sekély tenger terült el, állatvilágát korallok, pörgekarúak, tengerisünök, mohaállatkák, csigák, kagylók, rákok és halak alkották. A part mentén mangroveerdőhöz hasonló növényzet virult, pár kilométerrel odébb szubtrópusi örökzöld erdő virult. A leletekből sok fajt írtak le először, például a kövi fodorka egyik rokonát (Asplenium egedense), a sárga tündérrózsát (Nuphar hungaricum), a mai borszőlő egy közeli rokonát (Vitis hungarica), a Legányi-tölgyet (Qercus legányii), az egri tölgyet (Quercus agriensis) és egy ősi liliomfélét (Cercidiphyllum andreánszkyi). A hegy jelenlegi formája valószínűleg a pliocén végén alakult ki az erőteljes kéregmozgások és kitörések által. A jégkorszak a negyedkorban elsöpörte róla a harmadkorban kialakult szubtrópusi növényzetet. A mai változatos élővilág az utolsó tízezer évben alakult ki.

### Éghajlat, talaj
Az alföldi meleg itt találkozik a Bükk hűvösével, speciális mikroklímát kialakítva. A kitettségnek és a lejtőszögnek köszönhetően a tavasz korán érkezik (a délnyugati oldalt merőlegesen süti a nap). A Nagy-Egedet sajátos klímája, kitettsége számos ritka növény- és állatfaj szigetszerű előfordulási helyévé teszi.
Évi hőmérsékleti átlag: 10 Celsius-fok (vegetációs periódusban: 17 °C; a 25 °C-ot meghaladó napok száma majdnem száz)
Napfénytartalom évi összege: 2100 óra
Éves csapadék: 540–550 mm (kontinentális jelleg; többször előfordul, hogy a közeli Egerben esik, míg a Nagy-Egeden süt a nap).
A csapadék zavartalanul szalad le a hegyről, a sekély, száraz talaj nem sok vizet vesz fel, amit több szubmediterrán elterjedésű állat- és növényfaj előfordulása is bizonyít.  A felszíni kőtörmelékek, sziklakibúvások még jobban segítik a napsugarak szétszóródását, a levegő és a talaj felmelegedését.
A rendzina, illetve az északibb kitettségeken a zárt tölgyerdők barna erdőtalaja a legjellemzőbb. A hegy „szoknyáján” gazdag humusztartalmú feltalaj található.

## A szőlőhegy története
Az első püspökségek egyikét Egerben alapította Szent István király. A püspökségre költöző ciszterci szerzetesek magukkal hozták hazájukból az ott honos szőlőfajtákat is. A tatárjárás után IV. Béla király ide is telepített vallonokat, akik a szőlőtermesztési és a borkészítési ismereteiket meghonosították (pl.: a hordó használatát). A hegy az általuk tisztelt Szent Egyed régies neve (Eged) után kapta a nevét. Az Eger környéki dombok irtáshelyeit a XIII - XIV. században telepítették be szőlővel. A megtelepedő ciszterci szerzetesek ezekből a szőlőkből fedezték borszükségletüket. Egy XIII. századi okiratból egy Szőlőske nevű falu említése talán a legkorábbi írásos utalás arra, hogy őseink is fölismerték a termőhely adottságait. A Magyar Nemzeti Levéltár Országos Levéltárának Diplomatikai Fényképtárában az 1434. évre vonatkozóan került elő egy adat, amely ismereteink szerint első ízben említi az Eged-hegyet (mons Egied formában) szőlőterületként. A Nagy-Eged a XVIII. században már vitathatatlanul kiemelkedett a termőhelyek közül, és az itt termett borokat a legjobbak között tartották számon. Ekkoriban feltételezhetően magasabb volt a fehérszőlő aránya.
A filoxéravész a teljes szőlőterületet kipusztította. 1954-ben történt egy újratelepítés a magasabban fekvő részeken, azonban az 1970-es években fölhagytak a művelésével, mert az akkori nagyüzemi szemlélet szerint nem bizonyult gazdaságosnak. Az elkövetkező évtizedekben a területet szinte teljesen visszahódította az erdő.
Az ezredfordulót követően a Gróf Buttler történelmi borászat kezdett nagyobb telepítésekbe az emblematikus, ám teljesen elbozótosodott termőhelyen.

## A termőhely hatása a szőlőre
Az 536 méter magas termőhely valóban rászolgált a hegy elnevezésre, hiszen Magyarország legmagasabban fekvő szőlőtermő területe, ahol a teljes déli fekvés, a 20-35%-os meredekség, a rendkívüli alapkőzet és a talaj együttese tökéletes életteret teremt a szőlő számára. A Nagy-Eged hegy igazi grand cru terroir, ami lehetővé teszi prémium minőségű Superior és Grand Superior borok készítését.
A talaj felszínére a napsugarak szinte merőlegesen érkeznek, egy részüket a sok helyütt felbukkanó fehér vagy szürke mészkősziklák visszaverik, így a felszín közeli levegőréteget több fokkal melegebbre hevítik. Annyira köves és meleg a talaj, hogy a magasan fekvő tőkéken minimális zöldmunkára van szükség: a vékony termőtalajréteg miatt a szőlő kisebb lombozatot növeszt. Önmagát korlátozza a szőlő, vagyis inkább a termőhely korlátozza a növényt.
A termőterület egyik különlegessége az a mészmárga réteg, amely az eocén és triász korok határán élt egysejtű élőlényeknek a nummuliteseknek köszönhető. A márgával tarkított mészkőhegy talajába a szőlő gyökere akár tíz méterre is le tud hatolni, hogy vízhez jusson. A sötét színű felső termőréteg, a napsugarakat megtörő és hasznosító triászi mészkődarabok különleges, szinte optimális érést biztosítanak a szőlőnek. Az altalaj szürke mészkő, amely nemcsak a borok szép savszerkezetéhez, de hosszú élettartamához is hozzájárul.
Az itt termett borok jellemzői az elegancia, az ásványosság, a magas gyümölcskoncentráció, a tömör szerkezet, a hosszú érlelési potenciál. A termelők tapasztalatai szerint a Nagy-Eged hegy többnyire lassan adja ki értékeit szép savszerkezetű, hosszan eltartható boraiban.

## Nagyobb borászatok a Nagy-Eged hegyen

#### Bukolyi Családi Bírtok
A Bukolyi család 2001-ben kezdett hozzá a 20 hektáros területének újjáélesztéséhez. Először két éven át tartó munkával két kilométer hosszú kőfalat emeltek, majd 2003 áprilisában láttak neki a telepítésnek. Területeik a Bukolyi család tulajdonában és használatában vannak!
Szőlőfajták: Viognier, Pinot Blanc, Chardonnay, Kadarka, Kékfrankos, Syrah, Merlot, Pinot Noir, Cabernet Franc, Cabernet Sauvignon

#### Kovács Nimród Borászat
A Kovács Nimród Borászat Grand Cru névvel illetett borainak kizárólagos forrása a Nagy-Eged hegy tetején fekvő 10 hektáros saját szőlőterületük. A 10 hektár a hegy „jobb felső” sarkában található. A telepítések 2005 körül folytak, az alapgondolat pedig az volt, hogy innen kerüljenek ki a borászat legfontosabb fehér és vörös tételei.
Szőlőfajták: Furmint, Kékfrankos, Pinot Noir, Syrah, Cabernet Franc, Merlot

#### St. Andrea Szőlőbirtok
A St. Andrea Szőlőbirtok 4 hektáron gazdálkodik a Nagy-Eged hegy alsó részén, a hegy „szoknyáján”, melynek különleges, mészköves kőzetén gazdag humusztartalmú feltalaj található.
Szőlőfajták: Hárslevelű, Sauvignon Blanc, Kékfrankos, Merlot, Cabernet Franc
Thummerer Pincészet
Thummerer Vilmos 2008-ban telepítette el az első tőkéket a Nagy-Eged dűlőn. Az 5 szőlőfajtát (Cabernet Franc, Kadarka, Kékfrankos, Merlot, Syrah) céltudatosan ültette, hogy azokból Grand Superior minősítésű Bikavért készítsen. A Thummerer Pincészet Nagy-Eged-i Bikavérének Archiválva 2021. január 20-i dátummal a Wayback Machine-ben egyik különlegessége, hogy a szőlőket olyan arányban telepítette, ahogy az később a borban visszaköszön. A szőlőket egybe szüretelik, együtt erjesztik és érlelik 18 hónapig 225 literes barrique hordókban. Az első bort 2012-ben készítették; a legutóbbi "Nagy-Eged Bikavér Grand Superior"-t pedig 2020-ban a Challenge International du Vin Bordeaux Nemzetközi Borversenyen ezüst éremmel díjazták.

## Kutatók a Nagy-Egeden
A Nagy-Egedet sokan kutatták, a botanikusok voltak az elsők, legkésőbb pedig a zoológusok kutatták. Az első írásos emlékek a XVIII. század végéről maradtak fenn. Kitaibel Pál és Sadler József is valószínűleg járt, és gyűjtött a Nagy-Egeden. Az első értékelhető adatok Reuss Gusztáv munkájából származnak, melyet cseh nyelven tett közzé. Közel 300 növényfajt ismertet a Bükk-hegységből. A kifejezetten a Nagy-Egedről szóló adatokat Láng Adolf Ferenc munkája közli. Egerben volt gyógyszerészsegéd az 1810-es években. Herbárium lapokat készített az itt fellelhető növényekről. Vrabély Márton, akinek a nevével azonosítják a Nagy-Eged felkutatását. A Károlyi grófok uradalmának intézője volt, mely, magába foglalta a Mátra nagy részét, és szenvedélyes botanikus. Nevét megőrizte a hölgyestike latin neve Hesperis matronalis L. ssp. vrabélyiana, ami a hegy endemikus vagyis bennszülött növénye. Gyűjtött, feljegyzéseseket készített a hegy növényvilágáról, majd cikket írt ezekből. További flórakutatók: Janka Viktor, Borbás Vince, Prodán Gyula, Hulják János, Boros Ádám, Jávorka Sándor, Kárpáti Zoltán, Vajda László, Jakucs Pál és Juhász Lajos.
A faunisztikai kutatásokban részt vett Herman Ottó, Vásárhelyi István, Raskovits Miklós. Paleontológiai kutatások is folytak a hegyen: Telegdi R. Károly, Gábor Róza, Andreászky Gábor, Legányi Ferenc és Tuzson János. Ez utóbbi három jeles kutató nevét az általuk leírt őskori maradványok egy része meg is őrizte, A Kis-, illetve Nagy-Egeden és a Wind-féle téglagyárban fellelhető leleteket kutatták.
A kutatások a XX. században sem maradtak abba, 1983-ban Juhász Lajos egy behurcolt fajt, a hajszálágú kölest (Panicum capillare) írta le. 1981-ben Kárász Imre a fokozottan védett pókbangó (Ophrys sphegodes) kis populációjára bukkant. Az 1980-as években írta le Mikus László a felemás szárnyú medvelepkét (Ocnogyna parasita), az oroszlánszáj apró bagolyt (Omphalophana antirrhini), és a gyopár-csuklyásbagolyt (Cuccullia gnaphalii).

## Növényvilága
A hegy növényvilága nagyon színes, pár száz méterenként és égtájakként változik. Hét különböző részt különítenek el: hegylábpermi pusztafüves lejtő, sajmeggyes molyhos-tölgyes bokorerdő, melegkedvelő tölgyes, mészkősziklagyep, cseres-tölgyes, felhagyott szőlők és fekete fenyves. A korábban vagy a még ma is művelt területeken jelentős gyomtársulás figyelhető meg, ilyen gyomnövény például a gyermekláncfű vagy a szőrös disznóparéj. Jelenleg a hegyoldal nagyjából négyszáz méteres tengerszint feletti magasságig érleli a szőlőt, amiből a bikavér készül.

### 1. Hegylábperemi pusztafüves lejtő
Az első elkülönített növénytársulás, a hegylábperemi pusztafüves lejtő. Az előtte lévő tisztás nem természetvédelmi terület, valószínűleg, mert növényzete keveredik a közelben lévő kertek növényeivel. A múlt század közepén a hegy déli-délnyugati lejtőit is felszántották és betelepítették szőlővel. Az alacsonyabban fekvő területek majd a XIII. században is helyt adott a szőlőültetvénynek. Itt feküdt a Szőlőske nevű falu, melynek mára csak a neve maradt fenn. Ma csak 400 m tengerszint feletti magasságig érleli a hegy a szőlőt. A gyomosodást jelzi az akác (Robinia pseudo-acacia) megjelenése. Ez a fafaj dísznövényként került hazánkba, de mára az egész országban elterjedt faj.
A fekete bodza (Sambucus nigra) őshonos növényünk, ám itteni gyakorisága antropogén hatást jelez. Tavasszal a kökény (Prunus spinosa) és az orgona (Syringa vulgaris) virágai virítanak a lejtőn. Az orgona természetes elterjedése D-Erdélytől, a Balkánon át, Kisázsiáig fordul elő, nálunk kertekből vadult ki. Tehát az Eged éghajlata, talajviszonyai hasonlít ezekhez a területekhez. A sóskaborbolya (Berberis vulgaris) és az erdei iszalag (Clematis vitalba) az erdőszéleken, vágásokon és mezsgyéken él. Az utóbbi növény, az erdei iszalag lián természetű, fákra és cserjékre kúszik fel.
A füves tisztáson jobb vízgazdálkodású és vastagabb talaj alakult ki, mert kisebb a lejtőszög, mint a magasabban fekvő területeken. A gyomosodás itt is megfigyeléhető, a gyermekláncfű (Taraxacum officinale), a fehér libatop (Chenopodium album), a szőrös disznóparéj (Amaranthus retroflexus), a fedélrozsnok (Bromus tectorium), az apró szulák (Convulvulus arvensis) vagy a tövises iglice (Ononis spinosa) előfordulása jelzi. A rét fő fajai nem ezek hanem a virágzatukról jól felismerhető fajok adják. Méternyi magasra is megnőhet a szarvas- és buglyos kocsord (Peucedanum cervaria, P. alsaticum). A fészkes virágzatú útszéli imola (Centaurea micanthos) és a peremizsek (Inula hirta, I. salicofolia) szintén megtalálható a réten. A fűfélék közül a csenkesz (Festuca rupicola), a fenyérfű (Bothriochloa ischaemum) és a kései perje (Cleistogenes serotina) a gyakori.

### 2. Sajmeggyes molyhos-tölgyes bokorerdő
A karsztbokorerdő egy dolomit, mészkő vagy ritkábban andezit alapkőzeten kialakuló intrazonális erdőfajta. Mint intrazonális társulást, a kialakulási hely domborzata és vízellátottsága alapján jellemezhető, ennek alapján főleg a száraz, talajerózió hatására lepusztult, meredek, sziklás felszíneken található meg. Az alkotó fafajai 2-4 méterre nőnek meg, a talajfelet sűrűn, bokorszerűen elágazva. Az egyik névadó faja a molyhos tölgy (Qercus pubescens) kiterjedtebb erő a Balkánon élnek, hazánkban csak a karsztbokoerdőkben jelenik meg. A másik névadó faj, a sajmeggy (Cerasus mahaleb) csak szórványosan fordul elő, viszont a cepleszmeggy (Prunus fruticosa) gyakori.
Cserjeszintje fajokban nagyon gazdag. Legjellemzőbb cserjéje a cserszömörce (Cotinus coggygria), mely a szubmediterrán elterjedésű faj. A virágzata bugás, apró és zöld színű, A meddőkocsányain viszont sok sárga vagy lila szőr látható, melyek miatt parókafának is nevezik. Ősszel a levelei vörösre színeződnek a bennük felhalmozódó cseranyagok miatt. Különféle rózsák (gyepű-, berki, kisvirágú, szegfű., szürke, erdei és több keverék faj), somok, kecskerágók, ostorménfa, rekettye, varjútövis, galagonya, fagyal, ükörke lonc, fürtös zanót, tatár juhar és mogyoró teszi változatossá a növényzetet. A felsorolt fajok közül a legtöbbje meleg- és fényigényes. Két fajt emeljünk ki, a szubmediterrán elhelyezkedésű pukkanó dudafürtöt (Colutea arborescens) és az aranysárga virágfürtökkel rendelkező sziklai zanótot (Cytisus procumbens).
Aljnövényzete nem kevésbé színes. Gyakori a felálló vagy egyenes iszalag (Clematis recta). A bokrosokat mozaikszerúen szikla- és pusztafüves jellegű sztyepperétek tarkítják. Itt tenyészik az osztrák len (Linum autriacum), aminek szemkápráztató kék virágai vannak. Az árvalányhaj (Stipa pennata) és a fű- és sásfélék (Festuca rupicola, Carex humilis, Medlica ciliata, Carex praecox stb.) között gyakran megtalálható a nagy pacsirtafű (Polygala major), aminek mélyrózsaszínűek a virágai. Több szellőrózsa faj is megtalálható ezen a szinten, például az erdei szellőrózsa (Anemone sylvestris) melynek fehér színűek a virágai, sárga virággal rendelkezik a bogláros szellőrózsa (Anemone ranuncoloides). A hagymás-gumós növények is képviseltetik magukat a lejtőn. Nősziromfélék (Iris pumila, I. graminea, I. variegata), gyöngyvirág (Convallaria majalis), orvosi és fürtös salamonpecsét (Polygonatum odoratum, P. multiflorum), leánykökörcsin (Pulsatilla grandis) és tavaszi hérics (Adonis vernalis) bújik elő az első napsugarakra. Ez utolsó kettő állománya Nagy-Egeden nagyon megritkult, a turisták miatt. Nevével ellentétben erősen mérgező a méregölő sisakvirág (Aconitum anthora), mely ősszel virágzik. Szintén ősszel nyitja virágait a kéküstökű csormolya (Melampyrum nemorosum), a mezei- és bárányüröm (Artemisia campestris, A. pontica), az aranyfürt (Aster linosyris) és a csillagőszirózsa (Aster amellus). Ezeken kívül rengeteg faj képviselteti még magát itt, a hegy viszonylatában ez a legdiverzebb életközösség.

### 3. Melegkedvelő tölgyes
A karsztbokorerdő fokozatosan zárt erdőbe megy át, nagyjából 450 m felett. Általában a hegyvidékek délies fekvésű lejtőin mész és melegkedvelő tölgyesek alakulnak ki. A talaj általában barna erdei talaj, ami mészben (bázisokban) gazdag. A lombkorona szint elegyes, alkotó fafajai között megtalálható a kocsánytalan (Quercus petraea), a molyhos (Q. pubescens), és a csertölgy (Q. cerris), és a húsos som (Cornus mas) faalkatú példányai. Az aljnövényzetében kevés a szubmediterrán elem, és több az Eurázsiai belső, sztyepp és erdősztyepp területein jellemző kontinentális faj. Cserjeszintje gazdag, a karsztbokor erdőnél felsorolt fajok többsége itt is megjelenik. Legjellegzetesebb a húsos som, az egybibés galagonya, a barkócaberkenye (Sorbus terminalis), a varjútövis (Rhamnus catharticus), a mezei és tatár juhar, valamint a gyepűrózsa. Az erdő különlegessége a cserszömörce, ami csak a Bükk egyes DNy-i foltjain fordul elő. Gyepszintje gazdag a virágos fajokban. Jellemző fajai például, az erdei gyöngyköles (Lithospermum purpureo-coeruleum), a tarka és a pázsitos nőszirom (Iris variegata, I. graminea), a gyöngyperje (Melica picta), az orvosi salamonpecsét (Polygonatum odoratum), a nagylevelű varjúháj (Sedum maximum), a bársonyos tüdűfű (Pulmonaria mollissima), a gumós nadálytő (Symphytum tuberosum), a méreggyilok (Cínanchum vincetoxicum), és a nagyezerjófű (Dictamus albus).

### 4. Mészkősziklagyep
A hegytetőre felérve kibukkanó sziklákkal tarkított gyep tárul elénk, ezt nevezik mészkősziklagyepnek. Körbenézve Eger panorámája válik láthatóvá, tiszta időben akár a mátrai kilátói is tisztán kivehető. A társulás deres csenkeszes mészkőszikla gyep. A névadó faj a deres csenkesz (Festuca pallens) fellelhető, viszont a társulás az erős emberi befolyás miatt nagyban visszaszorult. Sok gyom és nitrofil növény jelent meg. Gyakori faja a varjúháj (Sedum acre, S. maximum), a homoki pimpó (Potentilla arenaria), apró nőszirom (Iris pumila), és a kakukkfű (Thymus praecox, Th. glabrescens). Kevésbé gyakoriak a tyúktaréj félék, a barázdált csenkesz vagy a törpe madárhúr (Cerastium pumilum). A kilátó felé a kibukkanó sziklák eltűnnek, a társulás a mészkőlejtősztyeppbe megy át. Nincsenek pozsgás fajok. Jellemző faja sarlós gamandor (Teucrium chamaedrys), a szürke galaj (Galium glaucum) és a tavaszi kankalin (Primula vernalis). A kilátó után újra erdőbe érünk, ahol több olyan faj is van amivel eddig nem találkozhattunk. Ilyen például a magyar zergevirág (Doronicum hungaricum), a macskahere (Phlomis tuberosa), olocsán csillaghúr (Stellaria holostea), odvas keltike (Corydalis cava) és a galambvirág (Ispyrum thalictroides).

### 5. Cseres-tölgyes erdő
Lomb koronaszintjét csak kocsánytalan és csertölgy alkotja, ezért nevezik cseres-tölgyes erdőnek, ez Magyarország legelterjedtebb társulása. A lombkorona szintje elég fényt enged át, hogy meleg- és fényigényes cserjeszint jöjjön létre. A fajok megegyeznek a korábbiakban ismertetettekkel, csak hiányzik, a cserszömörce. Jellemző fajai a fagyal, a mezei juhar, a kecskerágók, a galagonya és a somok. A lágyszárúak is nagy számban képviseltetik magukat. Egyszikűek közül gyakori a felemás levelű csenkesz (Festuca heterophylla), a hegyi sás (Carex montana), és az egyvirágú gyöngyperje (Melica uniflora). A kétszikűeket a fekete lednek (Lathyrus niger), fénytelen galaj (Gallum schultesii), ösztörüs veronika (Verinica chamaedris), az erdei gyömbérgyökér (Geum urbanum), egyes nőszirmok, kosborfélék, de ez utóbbiak nem túl gyakoriak.

### 6. Felhagyott szőlők
Az 1950-es évek közepén telepítették a szőlős kertet, majd a ’70-es években hagytak fel a művelésével. Szépen lassan az eredeti társulás visszatér, ám napjainkban még a gyomfélék dominálnak. Gyakori fajok a hamvas szeder (Rubus caesius), az erdei iszalag (Clematis vitalba), gilisztaűző varádics (Chryanthemum vulgare), jakabnapi aggófű (Jacobaea vulgaris), a magas hölgymál (Hieratium bauhini), a közönséges aggófű (Senecio vulgaris), a pásztortáska (Capsella bursa-pastoris), különféle zsályák, pimpók, herék, zörgőfüvek és aszatfélék. Az eredeti társulás már fellelhető fajai, a veresgyűrűs som, a cserszömörce, a méregölő sisakvirág és az őszirózsa.

### 7. Fekete fenyves
A Csomós-tanya mellett nagyjából fél hektárnyi területet feketefenyves borít. Ez a faj tájidegen, az ’50-es években telepítették. A fekete fenyő (Pinus nigra) által uralt erdőben, nem alakult ki a fenyvesekre jellemző aljnövényzet, viszont a zárt lombkorona miatt az aljnövényzet igen gyér. Előforduló faj például, a kapotnyak (Asarum europeum), a hagymaszagú kányazsombor (Alliaria petiolata) és a sovány ibolya (Viola canina).

## Állatvilága
Faunáját hazánk hasonló vidékeire jellemző fajok alkotják, viszont a hegy szubmediterrán jellegéből adódón sok a mediterrán-szubmediterrán fauna elem. Leggyakoribb puhatestű fajok a kórócsiga (Helicella obvina), a pannon csiga (Cepaea vindobonensis), éticsiga (Helix pomatia), zebracsiga (Zebrina detrina). A lepkéket sok faj képviseli, gyakoriak a különböző féle szenderek, csüngőlepkék, bagolylepkék. Ilyen például a felemás szárnyú medvelepke (Ocnogyna parasita), a tarka medvelepke (Eucharia casta) és a tavaszi fésűsbagoly (Perigrapha i-cinctum). A legkülönlegesebb rovarok, melyek itt megtalálhatóak a fűrészlábú szöcske (Saga pedo), az imádkozó sáska (Mantis religiosa) és a szarvasbogár (Lucanus cervus). A hüllőket, a zöld és fürge gyík (Lacerta viridis, L. agilis), a lábatlan gyík (Anguis fragilis) és a pannon gyík (Ablepharus kitaibelii) képviseli. Több mint ötven madár faj figyelhető meg a hegyen. Például kánya (Milvus milvus), egerészölyv (Buteo buteo), mezei pacsirta (Galerida cristata), rigók (Turdus merula, T. philimeros erictorum, T. pilaris), fülemüle (Luscinia luscinia), búbos banka (Upopa epops), balkáni fakopáncs (Dendrocopos syriacus) és az ökörszem (Troglodytes troglodytes). Az emlősfauna a tölgyesekre jellemző fajokat vonultatja fel. Róka (Vulpes vulpes), menyét (Mustella nivalis), nyest (Martes foina), őz (Capreolus capreolus), vaddisznó (Sus crofa), borz (Meles meles), erdei pocok (Clethreonomus glaereolus), erdei egér (Sylvaemus silvaticus) és mogyorós pele (Muscardinus avellanarius) is él a Nagy-Egeden.

## Nagy-egedi Tanösvény
Az Egerből Noszvajra vezető műúttól északra, a Kis-Eged és a Nagy-Eged közti völgyben lévő Csomós tanyánál található a tanösvény indítótáblája. A tanösvény az Nagy-Eged csúcsára vezet fel, ahol megtalálható a Dobó István kilátó (viszont sajnos a szerkezet romlása miatt lezárták, így az nem látogatható). A hegy tetejéről csodás kilátás nyílik Eger városára. A túra útvonalat követve végig sétálhatunk a korábban leírt növény társulásokon, és megfigyelhetjük a felsorolt állatokat, és növényeket.

## A Nagy-Eged az irodalomban
Gárdonyi Géza: Egri csillagok című regényének ötödik részében (Holdfogyatkozás) említi a hegyet: "Az egri vártól északkeletnek áll egy magas hegy, az Eged. Voltaképpen Szent Egid vagy Szent Egyed volna az igazi neve, de hogy az Egyed nevet be nem vette soha a magyar gyomor, ma is csak Eged annak a hegynek a neve. Annyira van az Egertől, mint a Szent Gellért-hegy Kőbányától. De sokkalta magasabb és testesebb."